# Gennesaret

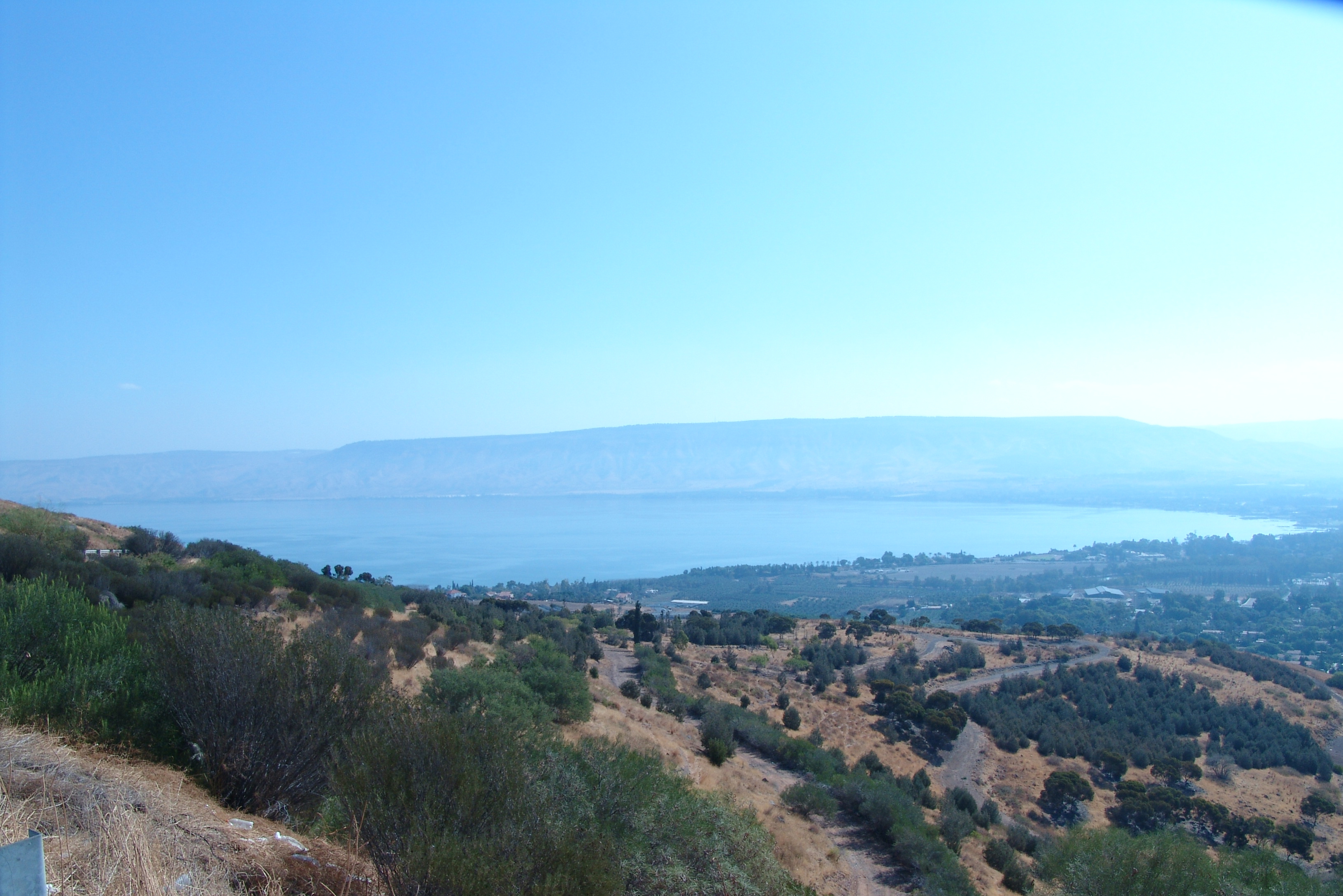
Bild på Gennesaret med sjön i bakgrunden

Gennesaret är ett slättland nordväst om Gennesaretsjön i det bibliska Palestina, nu Israel. Slätten är 1,5 km bred och 5 km lång. Den beröms hos Josefus och i Talmud för sin skönhet och tropiska fruktbarhet. Namnet lyder på grekiska Gennēsarét (Γεννησαρέτ), Matteus 14:34, Markus 6:53, eller Gennēsár, 1 Mackabéerboken 11:67. I Gamla Testamentet används  Kinnerot för slätten i 1.Kon. 15:20 och Kinarot för sjön i Jos. 11:2. Vid sjön låg den befästa orten Kinneret enligt Jos. 19:35 och det namnet användes nog också för sjön. Trots ljudlikheten är det tveksamt om de grekiska namnen hänger samman med dessa hebreiska namn.